# Robert Oppenheimer : Triomphe et tragédie d'un génie
Robert Oppenheimer : Triomphe et tragédie d'un génie (American Prometheus: The Triumph and Tragedy of J. Robert Oppenheimer) est une biographie de Robert Oppenheimer écrite par Kai Bird et Martin J. Sherwin, publiée en premier chez Alfred A. Knopf en 2005.
Le titre du livre renvoie à la légende de Prométhée comme le mentionnait déjà The Scientific Monthly (en) en septembre 1945 à propos des efforts de Robert Oppenheimer pour la mise au point de la première bombe atomique de l'Histoire : « Les Prométhée modernes ont de nouveau gravi le mont Olympe et rapporté à l'homme les foudres même de Zeus. »
En France, il est traduit en 2023, sous le titre de Robert Oppenheimer : Triomphe et tragédie d'un génie.

## Description
« American Prometheus est probablement l'ouvrage qui a le mieux cerné les odyssées personnelle et politique d'Oppenheimer, ses apports à la technologie des armes, sa vie familiale régulièrement difficile et les démons personnels qui l'ont poursuivi sa vie durant. Il présente adroitement les débats militaires, politiques et scientifiques de la moitié du XXe siècle auxquels Oppenheimer a participé, tout comme les dilemmes moraux de l'âge nucléaire naissant. Bird et Sherwin ont rédigé une histoire remarquable d'un homme remarquable et imparfait, du monde qu'il a aidé à créer et des évènements qui ont mené à ses déchéances politique et émotionnelle,. » « Dans cette biographie de référence, Bird et Sherwin s'appuient sur des milliers de documents pour créer le portrait indélébile d'un physicien brillant et naïf détruit par une chasse aux sorcières menée à l'époque du maccarthysme,. »
Rédigé sur une période de 25 ans, l'ouvrage est lauréat de plusieurs distinctions : le National Book Critics Circle Award pour une biographie en 2005, le prix Pulitzer de la biographie ou de l'autobiographie 2006, le Duff Cooper Prize en 2008 et le prix du meilleur livre de l'année du journal Chicago Tribune et le prix du meilleur livre scientifique de l'année du magazine Discover.
Pour la rédaction d'American Prometheus, Martin J. Sherwin a interviewé des centaines de personnes et recueilli des documents. Il a déposé son fonds de 26 000 documents formant 27 pieds linéaires à la Bibliothèque du Congrès, que le public peut consulter.
L'ouvrage est la principale inspiration pour Oppenheimer, le film biographique réalisé par Christopher Nolan consacré au scientifique sorti en 2023.

### Citations originales
1. ↑  (en) « "American Prometheus" comes perhaps as close as possible to capturing Oppenheimer's personal and political odysseys, his contributions to weapons technology, his often-difficult home life and the inner demons that pursued him throughout his life. It also adroitly attends to the mid-20th Century political, military and scientific debates in which Oppenheimer participated, as well as the moral dilemmas attending the birth of the nuclear age. Bird and Sherwin have produced a remarkable history of a remarkable and flawed man, the world he helped create and the events that eventually defeated him politically and emotionally. »
2. ↑  (en) « In this masterful biography, Bird and Sherwin draw on thousands of documents to create an indelible portrait of a brilliant, naive physicist undone by a merciless McCarthy-era witch hunt. »